# Roeselia incana
Roeselia incana är en fjärilsart som beskrevs av Saalmüller 1884. Roeselia incana ingår i släktet Roeselia och familjen trågspinnare. Inga underarter finns listade.